# Pristimantis orcus
Pristimantis orcus là một loài động vật lưỡng cư trong họ Strabomantidae, thuộc bộ Anura. Loài này được Lehr, Catenazzi, & Rodríguez mô tả khoa học đầu tiên năm 2009.